# James T. Conway
James T. Conway (Walnut Ridge, 26 dicembre 1947) è un generale statunitense, nonché 34º Comandante del Corpo dei Marines degli Stati Uniti.
Conway è stato in precedenza il Direttore delle Operazioni (J - 3) dello Stato maggiore. È meglio noto come comandante generale del I Marine Expeditionary Force dal 2002 al 2004, ruolo in cui prese parte dal 2003 all'invasione dell'Iraq, e anche all'Operazione Vigilant Resolve a Fallujah.

## Biografia
James Conway è nato a Walnut Ridge, in Arkansas. Laureato alla Roosevelt High School di St. Louis, in Missouri, si è poi iscritto alla Southeast Missouri State University, conseguendo la laurea nel 1969. È stato nominato ufficiale di fanteria nel 1970. Il suo primo incarico è stato il comando di un plotone di fucilieri con il 3º Battaglione, 1º Marines di Camp Pendleton. Ha anche prestato servizio con il Battaglione di 106 millimetri automunito come comandante di plotone. In seguito ha servito come Ufficiale Esecutivo dei Marines a bordo della portaerei USS Kitty Hawk.
Dopo la laurea con lode alla scuola di Ufficiali di Carriera, Conway ha comandato due compagnie nel 2º Marine Regiment per le operazioni della sezione sicurezza. Come insegnante militare, ha comandato due compagnie di ufficiali studenti insegnando loro tattica militare alla Scuola di Base per ufficiali. Ha poi servito come ufficiale delle operazioni per la 31ª Unità Anfibia dei Marines, con rotta nel Pacifico occidentale e nel contingente per le operazioni al largo di Beirut, Libano.
Tornando negli Stati Uniti, il generale Conway è stato assegnato in qualità di aiutante del capo degli Stati Maggiori Riuniti, ed ha ricoperto tale incarico per due anni. Dopo la laurea di primo livello come Ufficiale di formazione, di nuovo con lode, egli ha assunto il comando del 3º Battaglione, 2° Marines, e comandato il Battaglione Atterraggio Team nel suo dispiegamento di otto mesi in Medio Oriente durante Desert Storm.

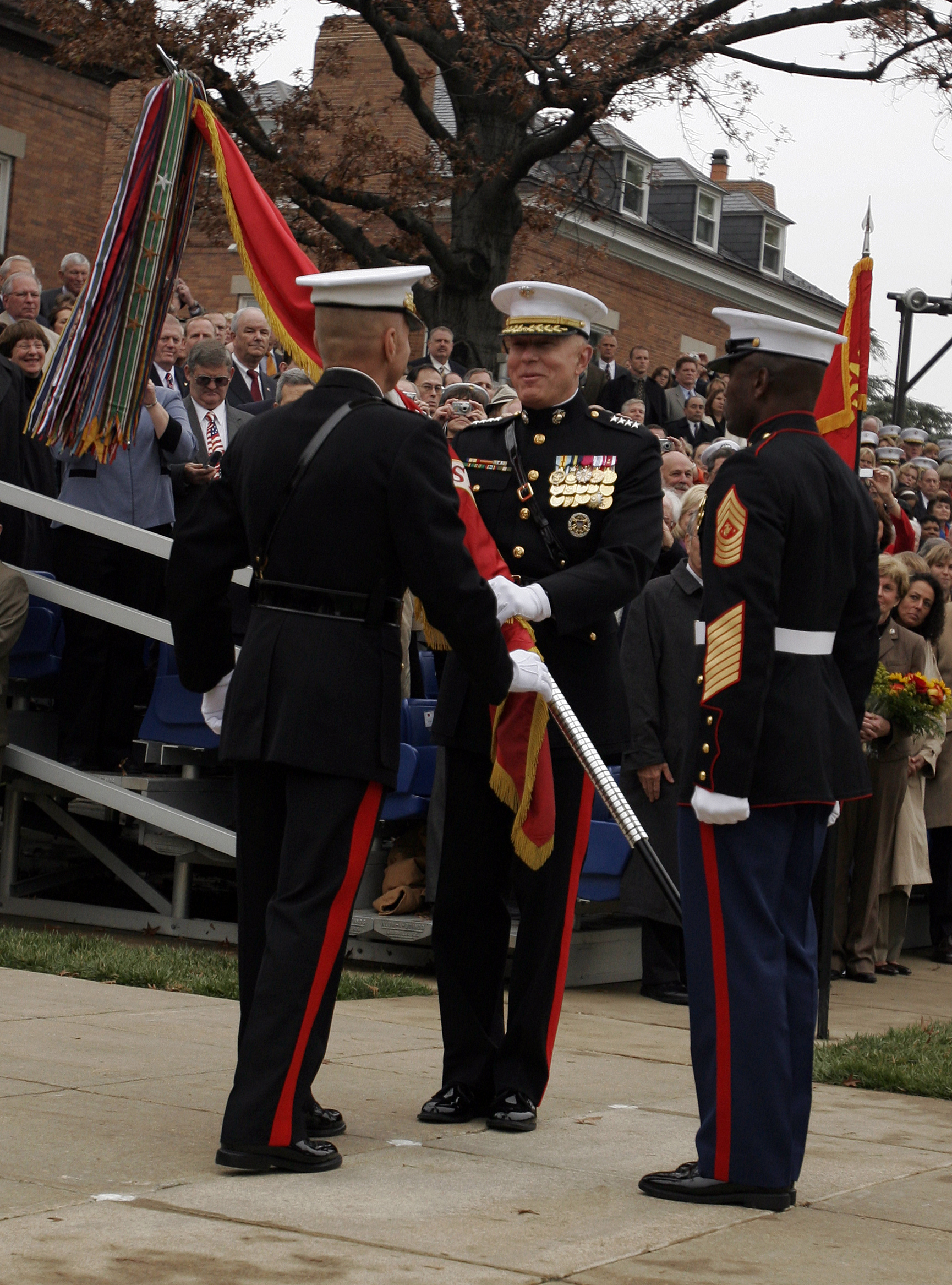
Passaggio della bandiera del Corpo dei Marines tra il comandante uscente Generale Michael W. Hagee e il comandante entrante Generale James T. Conway. Assiste al passaggio l'allora sergente maggiore dello USMC John L. Estrada

Dopo la Guerra del Golfo fu promosso Colonnello e assegnato al comando della Scuola di Base. Promosso Generale di Brigata nel dicembre del 1995, è stato nuovamente assegnato al Comando dello Stato Maggiore. Dopo essere stato promosso a maggiore generale, è stato comandante della 1ª Marine Division e come Vice Comandante generale delle Forze Marines Centrali. È stato promosso tenente generale e ha assunto il comando del 1° Marine Expeditionary Force (MEF) il 16 novembre 2002. Ha comandato il MEF durante due spedizioni in guerra contro l'Iraq. Il Generale Conway aveva 60000 uomini sotto il suo comando, tra Marines, soldati, marinai e forze britanniche.

## Generale Comandante

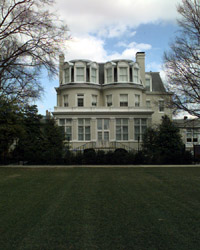
Alloggio del Comandante del Corpo dei Marines, Washington

Il 13 giugno 2006, il tenente generale James T. Conway è stato nominato dal Presidente degli Stati Uniti George W. Bush 34º comandante del Corpo dei Marines; la nomina è stata confermata dal Senato degli Stati Uniti il 2 agosto 2006.
Il 13 novembre 2006, il tenente generale James T. Conway è stato promosso e ha "preso possesso" della Marine Barracks (l'abitazione del comandante del Corpo dei Marines), a Washington (tra l'ottava strada e I streets SE), divenendo il generale James Conway il 34º comandante del Corpo dei Marines.
È sposato con Annette Drury e ha tre figli.

## Decorazioni

### Medaglie
- Defense Distinguished Service con Oak Leaf Cluster
- Navy Distinguished Service
- Legion of Merit
- Defense Meritorious Service
- Meritorious Service con 2 Gold Stars
- Navy and Marine Corps Commendation
- Navy and Marine Corps Achievement
- Marine Corps Expeditionary
- National Defense Service con 2 Service Star
- South West Asia Service con 3 Service Star
- Iraq Campaign
- War on Terrorism Expeditionary
- War on Terrorism Service
- Korea Defense Service
- Kuwait Liberation (Arabia Saudita)
- Liberation (Kuwait)

### Nastrini
- Combat Action
- Presidential Unit Citation (Stati Uniti)
- Joint Meritorious Unit Award
- Unit Commendation
- Meritorious Unit Commendation con Service Star
- Overseas Service con 3 Service Star
- Drill Instructor Service

## Badge e brevetti
- Badge Joint Chief of Staff
- Badge Qualification Rifle Expert (con 2nd award)
- Badge Qualification Pistol Expert (con 2nd award)